# Mistrzostwa świata w szachach 1975

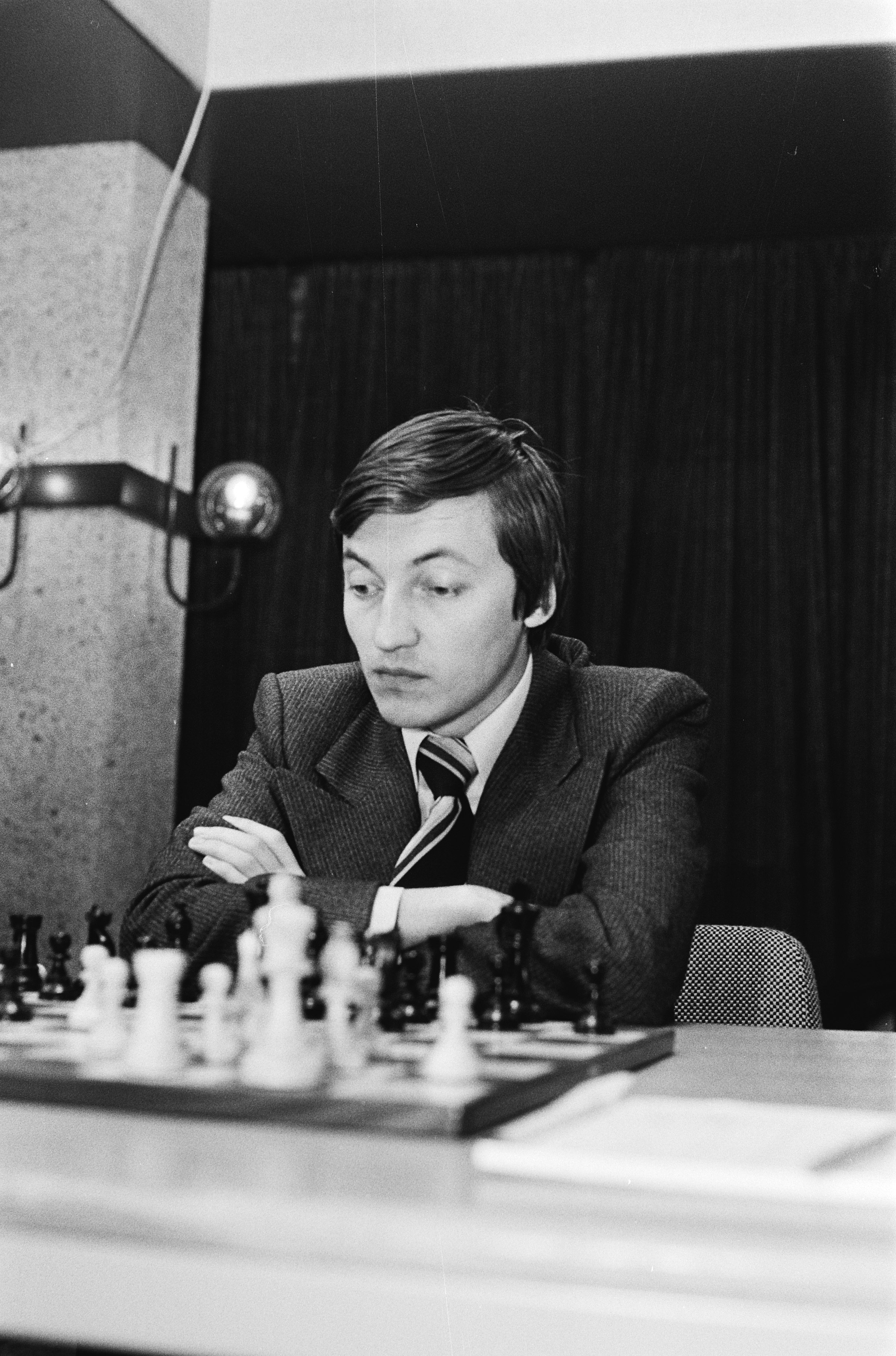
Mistrz świata 1975, Anatolij Karpow

Mistrzostwa świata w szachach 1975 – mecz szachowy, który miał się odbyć, pomiędzy aktualnym mistrzem świata – Bobbym Fischerem, a zwycięzcą meczów pretendentów – Anatolijem Karpowem, miał być rozegrany w Manilii pod egidą Międzynarodowej Federacji Szachowej FIDE. 3 kwietnia Fischer zrezygnował z obrony tytułu i Międzynarodowa Federacja Szachowa (FIDE) zdyskwalifikowała Fischera i przyznała tytuł Karpowowi.

## Turniej pretendentów

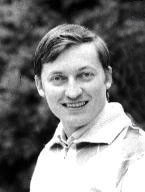
Anatolij Karpow

|  |                          |                  |                  |                  |     |                 |                 |          |  |  |       |       |       |
|  | Ćwierćfinał              | Ćwierćfinał      | Ćwierćfinał      |                  |     | Półfinał        | Półfinał        | Półfinał |  |  | Finał | Finał | Finał |
|  | Ćwierćfinał              | Ćwierćfinał      | Ćwierćfinał      |                  |     | Półfinał        | Półfinał        | Półfinał |  |  | Finał | Finał | Finał |
|  | 1974 - Moskwa            |                  |                  |                  |     |                 |                 |          |  |  |       |       |       |
|  |                          |                  |                  |                  |     |                 |                 |          |  |  |       |       |       |
|  | Anatolij Karpow          | Anatolij Karpow  | 5½               |                  |     |                 |                 |          |  |  |       |       |       |
|  | Anatolij Karpow          | Anatolij Karpow  | 5½               | 1974 - Leningrad |     |                 |                 |          |  |  |       |       |       |
|  | Lew Poługajewski         | Lew Poługajewski | 2½               |                  |     |                 |                 |          |  |  |       |       |       |
|  | Lew Poługajewski         | Lew Poługajewski | 2½               |                  |     | Anatolij Karpow | Anatolij Karpow | 7        |  |  |       |       |       |
|  | 1974 - San Juan          |                  |                  |                  |     | Anatolij Karpow | Anatolij Karpow | 7        |  |  |       |       |       |
|  |                          |                  | Borys Spasski    | Borys Spasski    | 4   |                 |                 |          |  |  |       |       |       |
|  | Borys Spasski            | Borys Spasski    | Borys Spasski    | Borys Spasski    | 4   | 4½              |                 |          |  |  |       |       |       |
|  | Borys Spasski            | Borys Spasski    |                  |                  |     | 4½              | 1974 - Moskwa   |          |  |  |       |       |       |
|  | Robert Byrne             | Robert Byrne     | 1½               |                  |     |                 |                 |          |  |  |       |       |       |
|  | Robert Byrne             | Robert Byrne     | 1½               |                  |     | Anatolij Karpow | Anatolij Karpow | 12½      |  |  |       |       |       |
|  | 1974 - Augusta           |                  |                  |                  |     | Anatolij Karpow | Anatolij Karpow | 12½      |  |  |       |       |       |
|  |                          |                  | Wiktor Korcznoj  | Wiktor Korcznoj  | 11½ |                 |                 |          |  |  |       |       |       |
|  | Wiktor Korcznoj          | Wiktor Korcznoj  | Wiktor Korcznoj  | Wiktor Korcznoj  | 11½ | 7½              |                 |          |  |  |       |       |       |
|  | Wiktor Korcznoj          | Wiktor Korcznoj  | 1974 - Odessa    |                  |     | 7½              |                 |          |  |  |       |       |       |
|  | Henrique Mecking         | Henrique Mecking | 5½               |                  |     |                 |                 |          |  |  |       |       |       |
|  | Henrique Mecking         | Henrique Mecking | 5½               |                  |     | Wiktor Korcznoj | Wiktor Korcznoj | 3½       |  |  |       |       |       |
|  | 1974 - Palma de Mallorca |                  |                  |                  |     | Wiktor Korcznoj | Wiktor Korcznoj | 3½       |  |  |       |       |       |
|  |                          |                  | Tigran Petrosjan | Tigran Petrosjan | 1½  |                 |                 |          |  |  |       |       |       |
|  | Tigran Petrosjan         | Tigran Petrosjan | Tigran Petrosjan | Tigran Petrosjan | 1½  | 7               |                 |          |  |  |       |       |       |
|  | Tigran Petrosjan         | Tigran Petrosjan |                  |                  |     |                 |                 |          |  |  |       |       |       |
|  | Lajos Portisch           | Lajos Portisch   | 6                |                  |     |                 |                 |          |  |  |       |       |       |
|  | Lajos Portisch           | Lajos Portisch   | 6                |                  |     |                 |                 |          |  |  |       |       |       |

## Zasady i rezygnacja Fischera
Mistrzem świata miał zostać ten z zawodników, który pierwszy zdobędzie 12½ lub 13 punktów. Fischer przed swoim meczem przeciwko Spassky’emu uważał, że format pierwszy do 12½ punktów nie był sprawiedliwy, ponieważ zachęcał każdego, kto prowadził do gry na remisy, a nie na zwycięstwa. On sam opowiedział się za taką strategią w meczu: po objęciu wygodnego prowadzenia zremisował partie od 14 do 20. Z każdym meczem zbliżał się do tytułu, podczas gdy Spassky tracił szansę na walkę. Ten styl gry w szachy obraził Fischera. Zamiast tego zażądał zmiany formatu na ten używany w pierwszych Mistrzostwach Świata, gdzie zwycięzcą był gracz który zdobył 10 zwycięstw bez remisów. W przypadku wyniku 9–9, mistrz zachowa tytuł, a pula nagród zostanie podzielona po równo. Kongres FIDE nad propozycją Fischera odbył się w 1974 roku podczas Olimpiady szachowej w Nicei. Delegaci głosowali za propozycją Fischera, ale odrzucili klauzulę z remisem 9–9 jak również możliwość nieograniczonego meczu. W odpowiedzi Fischer odmówił obrony swojego tytułu. Terminy ponownego rozpatrzenia propozycji Fischera zostały przedłużone, ale Fischer nie odpowiedział, więc Karpow został mianowany Mistrzem Świata przez poddanie meczu 3 kwietnia 1975 roku.